# Mayella articulata
Mayella articulata är en ringmaskart som beskrevs av Hartmann-Schröder 1959. Mayella articulata ingår i släktet Mayella och familjen Sigalionidae. Inga underarter finns listade i Catalogue of Life.